# WeWard
 (avril 2022).
Weward est une entreprise française fondée en 2019, qui édite une application mobile du même nom.
Cette application a pour objectif de lutter contre la sédentarité et de promouvoir le commerce de proximité. Elle propose de faire gagner de l’argent ou des bons d’achats à ses utilisateurs en fonction du nombre de pas qu’ils réalisent chaque jour. 
L’application a bénéficié des grèves fin 2019 où des usagers des transports ont dû marcher, mais aussi des confinements dus au Covid où les gens ont profité de l’heure de sortie pour marcher.  
Deuxième application la plus téléchargée de 2020, Weward compterait 5 millions d'utilisateurs en France.

## Fonctionnement
L'application compte les pas de l’utilisateur et les transforme ensuite en Ward, une monnaie virtuelle, que le marcheur peut convertir en bons d’achat, en euros transférables vers un compte bancaire (à partir de 20 euros), ou en dons auprès d’associations. Le marcheur peut compléter ses gains quotidiens en relevant les défis de l’application ou ceux d’autres marcheurs, en visionnant des vidéos publicitaires ou en répondant à des sondages et à des enquêtes. Enfin, l’utilisateur peut également empocher des Wards en se rendant dans des lieux culturels, des coins insolites ou des commerces référencés par l'application et visibles sur la carte mobile.  
WeWard aurait déjà versé un million d'euros sur les comptes bancaires des marcheurs et 50 000 euros aux associations quand les utilisateurs transformeraient leurs gains en dons.

## Commerce de proximité
L'application veut également renforcer le dynamisme des centres-villes. En effet, la marche à pied permet aux marcheurs de découvrir ou de redécouvrir leur quartier, ses lieux culturels et ses commerces plutôt que de rester chez soi ou se rendre dans des centres commerciaux. L'application propose ainsi des partenariats aux commerces. 
Toutefois, le modèle économique de la Start-up a légèrement changé car avec la crise sanitaire, elle s'est également tournée vers des marques, des grandes enseignes ou chaines de distribution en proposant des partenariats sur l'e-commerce.  
Weward revendique plus de 2000 magasins partenaires Ils représenteraient la principale source de revenus de l’entreprise puisqu’elle assure ne pas revendre les données de ses utilisateurs à des tiers. Toutefois, il a été reproché à Weward de collecter des données dont elle n'a pas besoin comme la date de naissance par exemple, qui peuvent faciliter l'usurpation d'identité. 

## Études
Grâce aux données qu'elle collecte, WeWard a publié quatre courtes études comme « Infographie, Vacances : où sont partis les Français cet été », étude qui observe et analyse les déplacements des franciliens pendant l’été 2020. Les résultats s'appliquent aux utilisateurs de Weward dont les données de déplacements ont été collectées et non à la population française dans son ensemble. 

## Modèle économique
WeWard cible l'utilisateur avec des publicités géolocalisées, et facture des commerçants indépendants et des enseignes un abonnement ou des commissions sur les ventes générées,